# Campeonato Mundial de Hóquei no Gelo de 1969
O Campeonato Mundial de Hóquei no Gelo de 1969 foi a 36ª edição do torneio. Pela primeira vez, os torneios dos Grupos A, B e C foram sediados em países diferentes:
Grupo A em Estocolmo, Suécia, 15 a 30 de março de 1969
Grupo B em Ljubljana, Iugoslávia, 28 de fevereiro a 9 de março de 1969
Grupo C em Skopje, Iugoslávia, 24 de fevereiro a 2 de março de 1969
Um total de 20 países participaram do torneio. O Grupo A foi composto apenas pelas seis melhores nações, agora jogando uma dupla fase preliminar para o campeonato mundial amador. Os times #7-#14 disputaram o Campeonato do Grupo B, com o vencedor se classificando para o Campeonato do Grupo A de 1970, enquanto os seis últimos participaram do Campeonato do Grupo C.

## Campeonato Mundial Grupo A (Suécia)
Pelo sétimo ano seguido, a União Soviética venceu o torneio do Grupo A. Originalmente o torneio foi marcado para acontecer na Tchecoslováquia, mas devido à Invasão da Tchecoslováquia, eles desistiram de sediar. Nos dois jogos em que a Tchecoslováquia e a União Soviética se enfrentaram, os tchecoslovacos venceram nas duas vezes, tornando-se a primeira equipe a bater os soviéticos em um mesmo torneio internacional. Pelo primeira vez no hóquei no gelo internacional, o contato corporal foi permitido em todas as três zonas do gelo. Os EUA foram rebaixados ao Grupo B após perderem todos os 10 jogos.
| Pos. | Time            | URS | SWE  | TCH  | CAN  | FIN  | USA   | V | E | D  | GP-GC | PTS |
| 1.   | União Soviética | *** | 4:2* | 0:2* | 7:1* | 6:1* | 17:2* | 8 | 0 | 2  | 59:23 | 16  |
| 2.   | Suécia          | 2:3 | ***  | 2:0* | 5:1* | 6:3* | 8:2*  | 8 | 0 | 2  | 45:19 | 16  |
| 3.   | Tchecoslováquia | 4:3 | 0:1  | ***  | 6:1* | 7:4* | 8:3*  | 8 | 0 | 2  | 40:20 | 16  |
| 4.   | Canadá          | 2:4 | 2:4  | 2:3  | ***  | 5:1* | 5:0*  | 4 | 0 | 6  | 26:31 | 8   |
| 5.   | Finlândia       | 3:7 | 0:5  | 2:4  | 1:6  | ***  | 4:3*  | 2 | 0 | 8  | 26:52 | 4   |
| 6.   | Estados Unidos  | 4:8 | 4:10 | 2:6  | 0:1  | 3:7  | ***   | 0 | 0 | 10 | 23:74 | 0   |

| 47. | Classificação do Campeonato Europeu(Apenas partidas entre URS-SWE-CSK-FIN) |
| 1.  | União Soviética                                                            |
| 2.  | Suécia                                                                     |
| 3.  | Tchecoslováquia                                                            |
| 4.  | Finlândia                                                                  |

 Tchecoslováquia –  Canadá 6:1  (1:0, 2:1, 3:0)
15 de março de 1969 - Estocolmo
Artilheiros: Suchý 2, Nedomanský, Jiří Holík, Ševčík, Horešovský – King.
Árbitros: Wiking, Dahlberg (SWE)
 Suécia –  Finlândia  6:3 (3:1, 1:1, 2:1)
15 de março de 1969 - Estocolmo
Artilheiros: Lundström 2, Henriksson 2, Sterner, Nilsson - J. Peltonen, Keinonen, Isaksson.
 União Soviética –  Estados Unidos  17:2 (3:0, 11:0, 3:2)
15 de março de 1969 - Estocolmo
Artilheiros: Starshinov 4, Firsov 4, Mikhailov 3, Yurzinov 2, Paladiev, Maltsev, Petrov, Mishakov - Lackey 2.
 Canadá –  Finlândia  5:1 (1:1, 1:0, 3:0)
16 de março de 1969 - Estocolmo
Artilheiros: Caffery 2, Pinder, Bourbonnais, Huck - Keinonen.
 Suécia –   União Soviética 2:4 (2:1, 0:1, 0:2)
16 de março de 1969 - Estocolmo
Artilheiros: Nilsson, Johansson – Starshinov, Maltsev, Mikhailov, Kharlamov.
 Tchecoslováquia –  Estados Unidos 8:3   (2:1, 4:2, 2:0)
16 de março de 1969 - Estocolmo
Artilheiros: Nedomanský 2, Jar. Holík 2, Farda, Suchý, Hrbatý, Golonka – Lackey, Christiansen, Stordahl.
Árbitros: Dahlberg (SWE), Vaillancourt (CAN)
 Tchecoslováquia –  Finlândia 7:4  (4:1, 3:1, 0:2)
18 de março de 1969 - Estocolmo
Artilheiros: Machač 3, Nedomanský 2, Suchý, Jiří Holík – Rantasila 2, Partinen, Mononen.
Árbitros: Joyal, Villancourt (CAN)
 Suécia –  Estados Unidos   8:2 (1:2, 3:0, 4:0)
18 de março de 1969 - Estocolmo
Artilheiros: Sterner 2, Carlsson, Milton, Karlsson,  Johansson, Lundström, Olsson - Markle, Pleau.
 União Soviética –  Canadá  7:1 (5:1, 2:0, 0:0)
18 de março de 1969 - Estocolmo
Artilheiros: Vikulov 2, Firsov 2, Kharlamov 2, Yakushev - Pinder.
 União Soviética -  Finlândia 6:1 (3:0, 1:0, 2:1)
19 de março de 1969 - Estocolmo
Artilheiros: Petrov 2, Paladiev, Maltsev, Firsov, Kharlamov - Oksanen.
 Tchecoslováquia -  Suécia 0:2   (0:1, 0:0, 0:1)
19 de março de 1969 - Estocolmo
Artilheiros: Palmqvist, Nilsson.
Árbitros: Trumble (USA), Joyal (CAN)
 Canadá –  Estados Unidos   5:0 (1:0, 0:0, 4:0)
20 de março de 1969 - Estocolmo
Artilheiros: Hargreaves, Caffery, Bayes, King, Huck.
 Suécia –  Canadá 5:1 (1:1, 3:0, 1:0)
21 de março de 1969 - Estocolmo
Artilheiros: Lundström 2, Svedberg, Sjöberg, Johansson - Caffery.
 Tchecoslováquia -  União Soviética 2:0   (0:0, 1:0, 1:0)
21 de março de 1969 - Estocolmo
Artilheiros: 33. Suchý, 47. Černý.
Árbitros: Dahlberg (SWE), Vaillancourt (CAN)
 Finlândia –  Estados Unidos   4:3 (1:1, 1:0, 2:2)
22 de março de 1969 - Estocolmo
Artilheiros: E. Peltonen 2, Leimu, Wahlsten - Pleau, Mayasich, Sheehy.
 Estados Unidos –   União Soviética 4:8 (1:3, 1:2, 2:3)
23 de março de 1969 - Estocolmo
Artilheiros: Mayasich 2, Skime, Naslund - Mishakov 2, Paladiev, Firsov, Mikhailov, Petrov, Kharlamov, Yurzinov.
 Suécia –  Finlândia  5:0 (2:0, 2:0, 1:0)
23 de março de 1969 - Estocolmo
Artilheiros: Karlsson 3, Sjöberg, Johansson.
 Tchecoslováquia -  Canadá 3:2   (1:1, 1:0, 1:1)
23 de março de 1969 - Estocolmo
Artilheiros: Golomka, Hrbatý, Jar. Holík – Heindl, Bayes.
Árbitros: Dahlberg (SWE), Trumble (USA)
 Suécia –  União Soviética  2:3 (1:1, 1:1, 0:1)
24 de março de 1969 - Estocolmo
Artilheiros: Sjöberg, Nygren - Mikhailov 2, Petrov.
 Tchecoslováquia -  Finlândia 4:2   (2:2, 1:0, 1:0)
25 de março de 1969 - Estocolmo
Artilheiros: Jiřík 2, Jiří Holík, Nedomanský – Keinonen, Isaksson.
Árbitros: Wiking (SWE), Trumble (USA)
 Estados Unidos  -  Canadá  0:1 (0:1, 0:0, 0:0)
25 de março de 1969 - Estocolmo
Artilheiro: Mott.
 Finlândia -  União Soviética 3:7 (0:1, 1:4, 2:2)
26 de março de 1969 - Estocolmo
Artilheiros: Leimu, Isaksson, Oksanen – Paladiev, Zimin, Starshinov, Maltsev, Petrov,  Firsov, Mishakov
 Tchecoslováquia -  Estados Unidos 6:2   (2:0, 2:1, 2:1)
26 de março de 1969 - Estocolmo
Artilheiros: Nedomanský 2, Černý 2, Pospíšil, Machač – Pieau, Skime.
Árbitros: Sillankorva (FIN), Vaillancourt (CAN)
 Suécia –  Canadá 4:2 (1:0, 0:2, 3:0)
27 de março de 1969 - Estocolmo
Artilheiros: Sterner 2, Johansson, Håkan Nygren – Pinder, Heindl.
 Tchecoslováquia -  União Soviética 4:3   (2:0, 0:2, 2:1)
28 de março de 1969 - Estocolmo
Artilheiros: 15. Jiří Holík, 20. Nedomanský, 49. Horešovský, 51. Jar. Holík – 22. Kharlamov, 33. Firsov, 58. Ragulin.
Árbitros: Dahlberg (SWE), Vaillancourt (CAN)
 Finlândia –  Canadá 1:6 (0:3, 1:2, 0:1)
29 de março de 1969 - Estocolmo
Artilheiros: Mononen - King, Stephanson, Heindl, Begg, Mott, Huck.
 Suécia –  Estados Unidos  10:4 (6:2, 1:1, 3:1)
29 de março de 1969 - Estocolmo
Artilheiros: Milton 3, Nilsson 3, Karlsson, Johansson, Nygren, Olsson - Lackey, Pleau, Stordahl, Gambucci.
 Estados Unidos –  Finlândia 3:7 (1:1, 0:5, 2:1)
30 de março de 1969 - Estocolmo
Artilheiros: Pleau, Stordahl, Christiansen - Rantasila 2, J. Peltonen 2, Leimu,  Harju, E. Peltonen.
 Tchecoslováquia –  Suécia 0:1   (0:1, 0:0, 0:0)
30 de março de 1969 - Estocolmo
Artilheiros: 18. Olsson.
Árbitros: Trumble (USA), Vaillancourt (CAN)
 Canadá –  União Soviética  2:4 (1:1, 0:1, 1:2)

30 de março de 1969 - Estocolmo
Artilheiros: Demarco, Heindl - Mikhailov 2, Romishevsky, Maltsev.

## Estatísticas do Grupo A - Premiações e Elencos
Prêmios da IIHF
| Melhor Goleiro  | Leif Holmqvist |
| Melhor Defensor | Jan Suchý      |
| Melhor Atacante | Ulf Sterner    |

Seleção do Campeonato
| Gol          | Vladimír Dzurilla |
| Defesa       | Lennart Svedberg  |
| Defesa       | Jan Suchý         |
| Asa Esquerda | Anatoli Firsov    |
| Centro       | Ulf Sterner       |
| Asa Direita  | Václav Nedomanský |

|    | Maiores Pontuadores | Gols | Assistênciass | Pontos |
| -- | ------------------- | ---- | ------------- | ------ |
| 1. | Anatoli Firsov      | 10   | 4             | 14     |
| 2. | Boris Mikhailov     | 9    | 5             | 14     |
| 2. | Ulf Sterner         | 9    | 5             | 14     |
| 4. | Jaroslav Holík      | 4    | 10            | 14     |
| 5. | Valeri Kharlamov    | 6    | 7             | 13     |

1.  União Soviética
Goleiros: Viktor Zinger, Viktor Puchkov.
Defensores: Vitali Davydov, Igor Romishevsky, Alexander Ragulin, Vladimir Lutchenko, Yevgeni Paladiev, Viktor Kuzkin.
Atacantes: Vladimir Vikulov, Alexander Maltsev, Anatoli Firsov, Boris Mikhailov, Vladimir Petrov, Valeri Kharlamov, Yevgeni Zimin, Viacheslav Starshinov, Alexander Yakushev, Yevgeni Mishakov, Vladimir Yurzinov.
Treinadores: Arkady Chernyshev, Anatoli Tarasov.
2.  Suécia
Goleiros: Leif Holmqvist, Gunnar Bäckman.
Defensores: Lennart Svedberg, Arne Carlsson, Bert-Olov Nordlander, Lars-Erik Sjöberg, Nils Johansson, Kjell-Rune Milton.
Atacantes: Stig-Göran Johansson, Stefan Karlsson, Tord Lundström, Ulf Sterner, Lars-Göran Nilsson, Björn Palmqvist, Håkan Nygren, Mats Hysing, Dick Yderström, Roger Olsson, Leif Henriksson.
Treinador: Arne Strömberg.
3.  Tchecoslováquia
Goleiros: Vladimír Dzurilla, Miroslav Lacký.
Defensores: Jan Suchý, Josef Horešovský, Oldřich Machač, František Pospíšil, Vladimír Bednář.
Atacantes: František Ševčík, Jozef Golonka, Jaroslav Jiřík, Jan Hrbatý, Jaroslav Holík, Jiří Holík, Richard Farda, Václav Nedomanský, Josef Černý, Jan Klapáč, Jan Havel, Josef Augusta.
Treinadores: Jaroslav Pitner, Vladimír Kostka.
4.  Canadá
Goleiros: Wayne Stephenson, Steve Rexe.
Defensores: Gary Begg, Terry O'Malley, Ken Stephanson, Jack Bownass, Bob Murdoch, Ab DeMarco, Jr.
Atacantes: Gerry Pinder, Fran Huck, Morris Mott, Richie Bayes, Terry Caffery, Steve King, Chuck Lefley, Roger Bourbonnais, Ted Hargreaves, Bill Heindl, Danny O'Shea
Treinador: Jackie McLeod.
5.  Finlândia
Goleiros: Urpo Ylönen, Lasse Kiili.
Defensores: Seppo Lindström, Lalli Partinen, Juha Rantasila, Ilpo Koskela, Pekka Marjamäki.
Atacantes: Lasse Oksanen, Juhani Wahlsten, Matti Keinonen, Esa Peltonen, Jorma Peltonen, Pekka Leimu, Lauri Mononen, Esa Isaksson, Juhani Jylhä, Veli-Pekka Ketola, Matti Harju, Kari Johansson.
Treinadores: Gustav Bubnik e Seppo Liitsola.
6.  Estados Unidos
Goleiros: Mike Curran, John Lothrop.
Defensores: Bruce Riutta, Carl Lackey, Jim Branch, Bob Paradise, John Mayasich.
Atacantes: Ron Nasland, Paul Coppo, Larry Pleau, Larry Stordahl, Bill Reichert, Gary Gambucci, Tim Sheehy, Keith Christiansen, Pete Markle, Jerry Lackey, Larry Skime.
Treinador: John Mayasich (jogador-técnico).

## Campeonato Mundial Grupo B (Iugoslávia)
|     |                   | GDR  | POL | YUG | GER | NOR  | ROM  | AUT  | ITA  | V | E | D | GP-GC | PTS |
| 7.  | Alemanha Oriental | ***  | 4:1 | 6:1 | 6:1 | 13:4 | 11:2 | 11:3 | 11:1 | 7 | 0 | 0 | 62:13 | 14  |
| 8.  | Polônia           | 1:4  | *** | 4:1 | 3:2 | 5:1  | 4:2  | 9:1  | 5:2  | 6 | 0 | 1 | 31:13 | 12  |
| 9.  | Iugoslávia        | 1:6  | 1:4 | *** | 4:1 | 3:3  | 4:4  | 2:1  | 2:1  | 4 | 0 | 3 | 17:20 | 8   |
| 10. | Alemanha          | 1:6  | 2:3 | 1:4 | *** | 5:0  | 6:2  | 8:0  | 5:1  | 4 | 0 | 3 | 28:16 | 8   |
| 11. | Noruega           | 4:13 | 1:5 | 3:3 | 0:5 | ***  | 5:4  | 3:3  | 10:2 | 3 | 0 | 4 | 26:35 | 6   |
| 12. | Romênia           | 2:11 | 2:4 | 4:4 | 2:6 | 4:5  | ***  | 5:4  | 5:2  | 2 | 1 | 4 | 24:36 | 5   |
| 13. | Áustria           | 3:11 | 1:9 | 1:2 | 0:8 | 3:3  | 4:5  | ***  | 3:1  | 1 | 1 | 5 | 15:39 | 3   |
| 14. | Itália            | 1:11 | 2:5 | 1:2 | 1:5 | 2:10 | 2:5  | 1:3  | ***  | 0 | 0 | 7 | 10:41 | 0   |

- Alemanha Oriental e Polônia foram promovidos ao Torneio do Grupo A de 1970 enquanto a Áustria e a Itália foram rebaixadas ao Grupo C.

 Polônia –  Romênia  4:2 (0:1, 2:0, 2:1)
28 de fevereiro de 1969 – Ljubljana
 Alemanha Oriental –  Itália  11:1 (2:0, 4:1, 5:0)
28 de fevereiro de 1969 – Ljubljana
 Noruega –  Áustria   3:3 (2:0, 1:2, 0:1)
28 de fevereiro de 1969 – Ljubljana
 Iugoslávia –  Alemanha  4:1 (1:1, 2:0, 1:0)
28 de fevereiro de 1969 – Ljubljana
 Alemanha Oriental –  Noruega  13:4 (4:1, 5:0, 4:3)
1 de março de 1969 – Ljubljana
 Alemanha  –  Romênia 6:2 (2:2, 2:0, 2:0)
1 de março de 1969 – Ljubljana
 Iugoslávia  –  Itália 2:1 (0:0, 2:0, 0:1)
2 de março de 1969 – Ljubljana
 Polônia –  Áustria   9:1 (2:0, 3:0, 4:1)
2 de março de 1969 – Ljubljana
 Alemanha Oriental –  Romênia 11:2 (2:1, 4:1, 5:0)
3 de março de 1969 – Ljubljana
 Alemanha  –  Noruega 5:0 (0:0, 1:0, 4:0)
3 de março de 1969 – Ljubljana
 Polônia  –  Itália 5:2 (0:0, 2:1, 3:1)
3 de março de 1969 – Ljubljana
 Iugoslávia  –  Áustria  2:1 (0:0, 1:0, 1:1)
3 de março de 1969 – Ljubljana
 Noruega –  Romênia 5:4 (2:1, 3:1, 0:2)
4 de março de 1969 – Ljubljana
 Alemanha  –  Alemanha Oriental  1:6 (0:1, 1:0, 0:5)
4 de março de 1969 – Ljubljana
 Áustria –  Itália 3:1 (0:0, 2:0, 1:1)
5 de março de 1969 – Ljubljana
 Iugoslávia –  Polônia 1:4 (1:2, 0:0, 0:2)
5 de março de 1969 – Ljubljana
 Alemanha Oriental –  Áustria  11:3 (1:1, 7:1, 3:1)
6 de março de 1969 – Ljubljana
 Polônia –  Noruega  5:1 (4:0, 1:1, 0:0)

6 de março de 1969 – Ljubljana
 Alemanha  –  Itália  5:1 (2:0, 1:1, 2:0)
6 de março de 1969 – Ljubljana
 Iugoslávia –  Romênia    4:4 (0:1, 3:3, 1:0)
6 de março de 1969 – Ljubljana
 Iugoslávia  –  Noruega  3:3 (0:2, 2:0, 1:1)
8 de março de 1969 – Ljubljana
 Alemanha  –  Áustria 8:0 (2:0, 2:0, 4:0)
8 de março de 1969 – Ljubljana
 Romênia –  Itália  5:2 (0:1, 0:0, 5:1)

8 de março de 1969 – Ljubljana
 Alemanha Oriental –  Polônia 4:1 (2:1, 1:0, 1:0)
8 de março de 1969 – Ljubljana
 Noruega –  Itália  10:2 (6:0, 3:2, 1:0)
9 de março de 1969 – Ljubljana
 Polônia –  Alemanha  3:2 (1:0, 1:1, 1:1)
9 de março de 1969 – Ljubljana
 Romênia –  Áustria 5:4 (0:1, 2:3, 3:0)
9 de março de 1969 – Ljubljana
 Iugoslávia –  Alemanha Oriental 1:6 (0:1, 0:4, 1:1)
9 de março de 1969 – Ljubljana

## Campeonato Mundial Grupo C (Iugoslávia)
|     |               | JPN  | SUI  | HUN  | NED  | BUL  | DEN  | V | E | D | GP-GC | PTS |
| 15. | Japão         | ***  | 5:2  | 6:3  | 11:0 | 3:4  | 11:1 | 4 | 0 | 1 | 36:10 | 8   |
| 16. | Suíça         | 2:5  | ***  | 11:1 | 8:0  | 11:1 | 9:0  | 4 | 0 | 1 | 41:9  | 8   |
| 17. | Hungria       | 3:6  | 1:11 | ***  | 13:1 | 5:3  | 4:1  | 3 | 0 | 2 | 26:22 | 6   |
| 18. | Países Baixos | 0:11 | 0:8  | 1:13 | ***  | 7:5  | 4:3  | 2 | 0 | 3 | 12:40 | 4   |
| 19. | Bulgária      | 4:3  | 3:11 | 3:5  | 5:7  | ***  | 4:2  | 2 | 0 | 3 | 19:28 | 4   |
| 20. | Dinamarca     | 1:11 | 0:9  | 1:4  | 3:4  | 2:4  | ***  | 0 | 0 | 5 | 7:32  | 0   |

- Japão, Suíça e Hungria foram promovidos para o Torneio do Grupo B de 1970.

 Japão –  Bulgária 3:4 (0:0, 2:2, 1:2)
24 de fevereiro de 1969 – Skopje
 Suíça –  Hungria  11:1 (3:0, 4:0, 4:1)
24 de fevereiro de 1969 – Skopje
 Países Baixos  –  Dinamarca   4:3 (2:0, 0:2, 2:1)
24 de fevereiro de 1969 – Skopje
 Suíça –  Países Baixos  8:0 (2:0, 3:0, 3:0)
25 de fevereiro de 1969 – Skopje
 Hungria  –  Bulgária 5:3 (2:1, 2:2, 1:0)
26 de fevereiro de 1969 – Skopje
 Japão –  Dinamarca 11:1 (1:1, 5:0, 5:0)
26 de fevereiro de 1969 – Skopje
 Países Baixos –  Bulgária 7:5 (2:2, 4:1, 1:2)
27 de fevereiro de 1969 – Skopje
 Japão –  Hungria   6:3 (0:1, 4:1, 2:1)
27 de fevereiro de 1969 – Skopje
 Suíça –  Dinamarca   9:0 (3:0, 5:0, 1:0)
27 de fevereiro de 1969 – Skopje
 Japão –  Países Baixos   11:0 (5:0, 4:0, 2:0)
28 de fevereiro de 1969 – Skopje
 Hungria  –  Dinamarca 4:1 (1:0, 1:1, 2:0)
1 de março de 1969 – Skopje
 Suíça –  Bulgária 11:3 (5:0, 3:3, 3:0)
1 de março de 1969 – Skopje
 Bulgária –  Dinamarca 4:2 (1:1, 3:1, 0:0)
2 de março de 1969 – Skopje
 Hungria  –  Países Baixos  13:1 (5:0, 3:0, 5:1)
2 de março de 1969 – Skopje
 Japão –  Suíça  5:2 (3:0, 1:2, 1:0)
2 de março de 1969 – Skopje